# 바다 탐험대 옥토넛 시즌 4: 바다 괴물 대소동
《바다 탐험대 옥토넛 시즌 4: 바다 괴물 대소동》( OCTONATUS Season4)는 2017년 1월 25일에 대한민국에서 개봉한 애니메이션, 모험 영화이다.

## 줄거리
1. 1. 개복치(The Sunfish)

 거대한 물고기 머리와 충돌했다며 부상당한 동물들이 몰려오자 바나클은 콰지와 페이소에게 조사를 명령하고, 둘은 얼마 후 괴상하게 생긴 물고기, 개복치를 만나게 된다. 몸에 기생충이 들끓어 괴로워하던 개복치는 옥토넛의 도움을 받게 되는데…
 #2.실러캔스(The Coelacanth)
 오래된 해저 동굴로 화석탐사를 나갔던 바나클과 대원들은 백악기에 멸종한 실러캔스의 화석을 발견하지만 곧 사라져버리자 범인을 찾기 위해 동굴수색을 시작한다. 하지만 범인은 다름 아닌 멸종된 걸로 알려졌던 실러캔스였는데…
 #3. 심해벌레, 그린 바머 (The Bomber Worms)
 옥토넛 심해 연구실에 전기가 나가자 바나클과 콰지, 페이소는 새 전선을 갖고 연구실로 향한다. 하지만 도중에 초록색 조명탄을 던지는 신기한 벌레, 그린 바머들을 만나게 되고 부상으로 해구 바닥으로 떨어진 그린 바머, 지미를 찾는 일을 돕게 되는데…
 #4. 켈프 괴물의 정체 (The Kelp Monster Mystery)
 아기 달팽이들이 없어졌다며 엄마 달팽이가 도움을 청하러 오자, 바나클과 대원들은 급히 켈프 숲으로 출동하고, 마침 놀러 와있던 대쉬의 동생 코쉬도 함께 동행한다. 추리소설을 좋아해 탐정놀이에 흠뻑 빠진 코쉬는 켈프 숲에 나타났었다는 수수께끼 괴물의 정체를 밝히려 단서들을 따라가기 시작하는데…
 #5. 긴부리돌고래 (The Spinner Dolphins)
 바다로 쓰레기 더미가 몰려오자 바나클과 대원들은 동물들을 대피시키기 시작한다. 하지만 긴부리 돌고래 무리는 바나클의 얘길 들으려고도 하지 않고 거기다 모두 낮잠에 빠지자 바나클은 고민에 빠지는데...
 #6. 외로운 혹등고래 (The Loneliness Whale)
 신체적인 문제로 다른 혹등고래들처럼 노래할 수 없던 조는 먹이가 있는 곳으로 이동하는 무리에 끼지 못해 외로움과 배고픔에 슬픈 노래를 부른다. 이상한 노래 소리를 듣고 조사를 나갔던 대원들은 조를 옥토포드로 데려와 도울 방법을 고민하는데…

## 성우진(한국어 더빙)
- 하성용 - 바나클 역
- 정재헌 - 콰지 역
- 엄상현 - 페이소 역
- 윤승희 - 대쉬 역
- 김정은 - 잉클링 교수 역
- 유동균 - 셀링턴 역
- 김율 - 트윅 역
- 한경화 - 튜닙 역